# Grafmonument van Jan Willem Pieneman

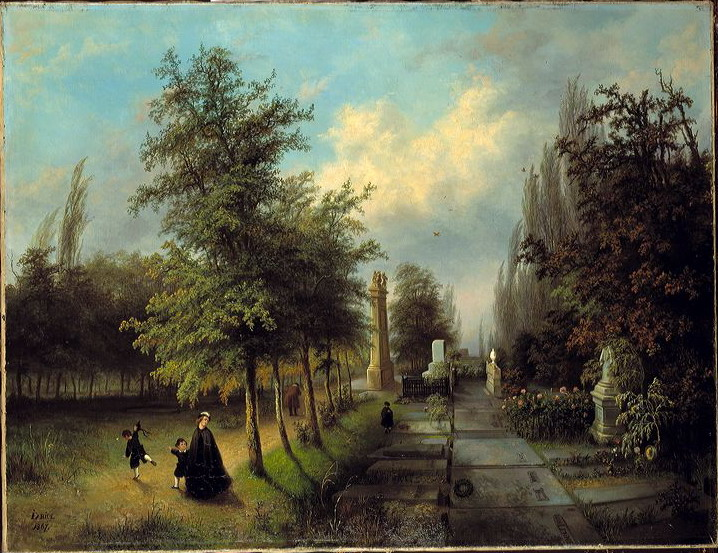
Weergave Westerbegraafplaats van Jan Fabius (1867)

Het grafmonument van Jan Willem Pieneman op begraafplaats De Nieuwe Ooster in de Nederlandse stad Amsterdam is een rijksmonument.

## Beschrijving
Jan Willem Pieneman (1779-1853) was kunstschilder en directeur van de Koninklijke Academie in Amsterdam. Hij werd begraven in de Nieuwezijds Kapel. Al snel na zijn overlijden werd gekeken of er een monument kon worden geplaatst. Een uitschrijving leverde een schets van Frans Stracké op. Van plaatsing kwam het echter niet. Het grafmonument werd pas geplaatst toen de stoffelijke resten van Pieneman, zijn echtgenote (Johanna Maria Embroek, in 1852 overleden) en zijn zoon Nicolaas Pieneman werden overgebracht naar de Westerbegraafplaats. Het werd even later vastgelegd op schilderij en aquarel door Jan Fabius, samen met het Grafmonument van Ookawa Kitaroo. Toen ook deze begraafplaats geruimd werd, verhuisde het graf in 1900 naar de Nieuwe Oosterbegraafplaats, dat weer later een nieuwe naam kreeg De Nieuwe Ooster.
Beeldhouwer Frans Stracké maakte het monument, met op een tapse sokkel een buste van Pieneman, die wordt bekranst door twee putti. De putti houden uitgedoofde toortsen vast. Tevens is in het middenstuk een treurende vrouw te zien. Het middenstuk had te lijden onder de weersinvloeden en werd begin 21e eeuw vervangen door een replica; het origineel werd na restauratie geplaatst in het Nederlands Uitvaart Museum Tot Zover, elders op het terrein gevestigd.
Het middenstuk vermeldt tevens de naam van Nicolaas Pieneman (1880-1938), die voor zover bekend geen directe familie is van bovenstaanden. Hij werd in eerste instantie elders op De Nieuwe Ooster begraven maar in 1947 verplaatst naar dit graf. In 1971 werd zijn vrouw bijgezet; haar naam wordt op een liggende steen vermeld. 
Tegenover dit grafmonument staat het Grafmonument van Everhardus Johannes Potgieter met een borstbeeld van de schrijver, ook gemaakt door Stracké.

## Waardering
Het grafmonument (klasse 1, vak 35, nr. 23) werd in 2004 in het Monumentenregister opgenomen vanwege het "algemeen belang wegens cultuur-, kunst-, en funerair-historische waarde."